# Spatala flavovittata
Spatala flavovittata är en spindelart som beskrevs av Simon 1897. Spatala flavovittata ingår i släktet Spatala och familjen jättekrabbspindlar.
Artens utbredningsområde är Venezuela. Inga underarter finns listade i Catalogue of Life.